# Centropogon amplicorollinus
Centropogon amplicorollinus är en klockväxtart som först beskrevs av Franz Elfried Wimmer, och fick sitt nu gällande namn av B.A.Stein. Centropogon amplicorollinus ingår i släktet Centropogon och familjen klockväxter. Inga underarter finns listade i Catalogue of Life.